# العلاقات الزيمبابوية القرغيزستانية
العلاقات الزيمبابوية القيرغيزستانية هي العلاقات الثنائية التي تجمع بين زيمبابوي وقيرغيزستان.

## مقارنة بين البلدين
هذه مقارنة عامة ومرجعية للدولتين:
| وجه المقارنة                                              | زيمبابوي | قيرغيزستان                      |
| --------------------------------------------------------- | --- | ------------------------------- |
| المساحة (كم2)                                             | 390.76 ألف | 199.95 ألف                      |
| عدد السكان (نسمة)                                         | 16.53 مليون | 6.20 مليون                      |
| الكثافة السكانية (ن./كم²)                                 | 42.3 | 31.01                           |
| العاصمة                                                   | هراري | بيشكك                           |
| اللغة الرسمية                                             | لغة إنجليزية، اللغة الشونا، النديبيلية الشمالية ‏، لغة الشيشيوا، Barwe ‏، Kalanga language ‏، Tshwa language ‏، النداو ‏، اللغة التسونجا، لغة الإشارة الزيمبابوية ‏، اللغة السوتية، تونغا ‏، اللغة التسوانية، اللغة الفيندية، اللغة الكوسية | اللغة الروسية، اللغة القيرغيزية |
| العملة                                                    | دولار أمريكي | سوم قيرغيزستاني                 |
| الناتج المحلي الإجمالي (بليون دولار)                      | 17.85 مليار | 7.56 مليار                      |
| الناتج المحلي الإجمالي (تعادل القوة الشرائية) بليون دولار | 27.88 مليار | 20.45 مليار                     |
| الناتج المحلي الإجمالي الاسمي للفرد دولار أمريكي          | 924 | 1.10 ألف                        |
| الناتج المحلي الإجمالي للفرد دولار أمريكي                 | 1.79 ألف |                                 |
| مؤشر التنمية البشرية                                      | 0.509 | 0.655                           |
| رمز المكالمات الدولي                                      | +263 | +996                            |
| رمز الإنترنت                                              | .zw | .kg                             |
| المنطقة الزمنية                                           | ت ع م+02:00 | ت ع م+06:00                     |

## منظمات دولية مشتركة
يشترك البلدان في عضوية مجموعة من المنظمات الدولية، منها:
| علم المنظمة | اسم المنظمة                                                | تاريخ انضمام زيمبابوي | تاريخ انضمام قيرغيزستان |
| ----------- | ---------------------------------------------------------- | --------------------- | ----------------------- |
|             | مؤسسة التنمية الدولية                                      | 29 سبتمبر 1980        | 24 سبتمبر 1992          |
|             | الأمم المتحدة                                              | 25 أغسطس 1980         | 2 مارس 1992             |
|             | منظمة التجارة العالمية                                     | ?                     | ?                       |
|             | العملية المشتركة للاتحاد الأفريقي والأمم المتحدة في دارفور | ?                     | ?                       |
|             | منظمة الشرطة الجنائية الدولية                              | ?                     | ?                       |
|             | الاتحاد الدولي للاتصالات                                   | 10 فبراير 1981        | 20 يناير 1994           |
|             | البنك الدولي للإنشاء والتعمير                              | 29 سبتمبر 1980        | 18 سبتمبر 1992          |
|             | الاتحاد البريدي العالمي                                    | ?                     | ?                       |
|             | منظمة حظر الأسلحة الكيميائية                               | ?                     | ?                       |
|             | مؤسسة التمويل الدولية                                      | 29 سبتمبر 1980        | 11 فبراير 1993          |
|             | وكالة ضمان الاستثمار متعدد الأطراف                         | 10 أبريل 1992         | 21 سبتمبر 1993          |
|             | يونسكو                                                     | 22 سبتمبر 1980        | 2 يونيو 1992            |

## وصلات خارجية
- موقع وزارة الخارجية الزيمبابوية